# Hipótesis macro-sioux
La hipótesis macro-siux se refiere al hecho conjeturado de que las lenguas siux, las iroquesas, las caddoanas y el idioma yuchi están más estrechamente relacionados entre sí que con otros grupos vecinos y que se remontarían a una protolengua común de la que derivarían esos cuatro grupos.

## Introducción
La mayoría de americanistas especialistas en estas lenguas consideran débil la evidencia en favor de esta hipótesis, aunque plausible. En 1951, Sapir sugirió que las lenguas caddoanas y las lenguas iroquesas estaban lejanamente emparentadas. W. L. Chafe (1973, 1976) aportó cierta evidencia en favor de este parentesco, incluyendo en esta relación también a las lenguas siux. Posteriormente se sugirió que el yuchi también podría estar relacionado remotamente con el siux y por tanto con las otras lenguas macro-siux.

## Evidencia
1. Chafe menciona que en las lenguas caddoanas un nombre en su forma neutral tiene un sufijo (similar a un absolutivo) cuando el nombre no lleva ningún otro sufijo más. La forma exacta de este sufijo varía de una lengua a otra pero tiene formas claramente relacionadas /-uʔ, -ʔa, -ʔuh/. Este autor relaciona este sufijo con el que tienen algunas lenguas iroquesas con una función similar que generalmente tiene la forma /-ʔa/
2. Chafe sugiere que el sufijo locativo reconstruido para el proto-caddoano /*-yih/ podría estar relacionado con el locativo del iroqués /*-neh/.
3. El inventario consonántico del proto-noriroqués y el proto-caddoano son básicamente iguales (excepto por el hecho de que el primero posee /*kʷ/ en lugar de /*p/). El sistema del proto-siux contiene una nasal adicional /*m/, dos fricativas adicionales /*š, *x/ y una aficada de menos /*ʦ/.
4. En el sistema verbal los prefijos de persona en los verbos, algunos sufijos aspectuales parecen comparables en las lenguas caddoanas y las lenguas iroquesas.[1]
5. Las marcas de plural en entidades animadas parecen también comparables en caddoano o iroqués.